# 将作大匠
将作大匠（しょうさくたいしょう）は、中国の前漢以降にあった官職である。旧字で將作大匠。宮殿や宗廟等の造営、広く土木工事に携わった。

## 歴史

### 前漢
元は将作少府といい、景帝の中元6年（紀元前144年）に将作少府から将作大匠に改称した。
将作大匠には丞（副官）2名と左候、右候、中候が付いた。また属官に石庫令、東園主章令、左校令、右校令、前校令、後校令、中校令の七つの令があり、それぞれに石庫丞、東園主章丞など七つの丞がついた。また、主章長とその部下である主章丞があった。後、武帝の太初元年（紀元前104年）に東園主章を木工と改称した。成帝の陽朔3年（紀元前22年）には中候と左右前後中校の5丞を廃止した。官秩は二千石。
『漢書』百官公卿表が記す職掌は「宮室を治める」ことで、宮殿の造営修築である。しかし次のように、『漢書』の他の箇所では様々な土木建設に携わったことが記される。河平3年（紀元前26年）に黄河の治水にあたった光禄大夫の王延年を助けるため、成帝は将作大匠の許商を遣わした。陽朔4年（紀元前21年）頃に将作大匠だった解万年は、皇帝の陵の造営を建言し、その造営にあたった。哀帝は、寵愛する董賢の妻の父を将作大匠とし、董賢のために大邸宅を作らせた。

### 後漢
後漢においては光武帝の建武中元2年（57年）に一旦廃止されて謁者が領することとされたが、章帝の建初元年（76年）に復活した。官秩二千石で、丞１名と左校令、右校令が属した。

## 将作大匠の人物

### 前漢
- 楊光 - 武帝の時（紀元前141年 - 紀元前87年）[6]
- 許商 - 河平3年（紀元前26年）頃[3]
- 乗馬延年 -河平3年（紀元前26年）以後に任[3]、陽朔4年（紀元前21年）以前に免[4]
- 解万年 - 陽朔4年（紀元前21年）以前に任 - 永始元年（紀元前16年）以前に免[4]
- 李長 - 成帝の時（紀元前33年 - 紀元前7年）[7]
- 蟜望 - 建平4年（紀元前4年）まで[8]
- 謝堯 - 元始4年（4年）まで[9]。
- 逯並 - 居摂2年（7年）見[10]
- 董賢の妻の父 - 建平2年（紀元前5年）以後、建平4年（紀元前3年）以前に任[5]